# Lin Huijun
Lin Huijun (chinesisch 林慧君; * 1. Februar 1993 in Xianyou) ist eine chinesische Sprinterin.

## Sportliche Laufbahn
Erstmals trat Lin Huijun bei den Jugendweltmeisterschaften 2009 in Brixen international in Erscheinung. Dort schied sie über 100 und 200 Meter in der ersten Runde aus. 2012 gewann sie bei den Juniorenasienmeisterschaften in Colombo die Goldmedaille über 200 Meter und Silber über 100 Meter. 2013 schied sie bei den Asienmeisterschaften in Pune die Goldmedaille mit der chinesischen 4-mal-100-Meter-Staffel und schied über 200 Meter im Halbfinale aus. Bei den Ostasienspielen in Tianjin gewann sie mit der chinesischen Staffel ebenfalls die Goldmedaille. 2014 belegte sie bei den Hallenasienmeisterschaften in Hangzhou den fünften Platz über 60 Meter. Bei den IAAF World Relays 2014 auf den Bahamas schied sie mit der Staffel im Vorlauf aus. Bei den Asienspielen im südkoreanischen Incheon gewann sie die Goldmedaille mit der Staffel und belegte über 200 Meter den vierten Platz. 2015 schied sie mit der 4-mal-100-Meter-Staffel bei den IAAF World Relays 2015 in der Vorrunde aus und belegte mit der 4-mal-200-Meter-Staffel den vierten Platz. Bei den Asienmeisterschaften in Wuhan siegte sie erneut mit der Staffel und belegte über 200 Meter Platz vier. Bei den Sommer-Universiade in Gwangju schied sie über 200 Meter im Halbfinale aus und belegte mit der chinesischen Stafette den sechsten Platz. Bei den Weltmeisterschaften in Peking schied sie mit der 4-mal-100-Meter-Staffel im Vorlauf aus.
2016 gelangte sie bei den Hallenasienmeisterschaften in Doha über 60 Meter in das Halbfinale. Bei den Asienmeisterschaften in Bhubaneswar wurde sie im Finale über 200 Meter Achte und gewann mit der chinesischen 4-mal-100-Meter-Staffel die Silbermedaille.
Bisher wurde sie einmal chinesische Meisterin über 200 Meter.

## Persönliche Bestleistungen
- 100 Meter: 11,69 s (+0,2 m/s), 8. September 2013 in Shenyang
  - 60 Meter (Halle): 7,44 s, 8. März 2016 in Xi’an
- 200 Meter: 23,35 s (+0,9 m/s), 30. September 2014 in Incheon